# Малый минорный септаккорд

Ма́лый мино́рный септакко́рд, также мино́рный септакко́рд — септаккорд, состоящий из малой, большой и малой терций, образующийся с помощью добавления к минорному трезвучию малой септимы.

## Общая информация
Малый минорный септаккорд строится на II, III и VI ступенях натурального мажора, а также на соответствующих им I, IV и V ступенях натурального минора. 

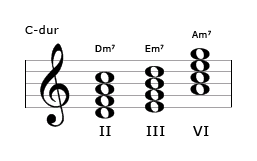
Малые минорные септаккорды в натуральном мажоре

Малый септаккорд с минорным трезвучием, возникающий на второй ступени в натуральном мажоре, называется септаккордом II ступени. 
Считается, что минорные септаккорды звучат мягче простых минорных аккордов, и имеют характерную джазовую окраску. 
Малый минорный септаккорд обозначается как m7, min7 (эстрадные обозначения), Mmoll7, Ммин7, мМ7 (классические обозначения).  

## Обращения
Обращениями малого минорного септаккорда являются квинтсекстаккорд, терцквартаккорд и секундаккорд, состоящие из малых и больших терций, а также большой секунды, являющейся обращением малой септимы.
| Интервальное строение обращений малого минорного септаккорда | Интервальное строение обращений малого минорного септаккорда | Интервальное строение обращений малого минорного септаккорда |
| ------------------------------------------------------------ | ------------------------------------------------------------ | ------------------------------------------------------------ |
| Основной аккорд                                              | малый минорный септаккорд                                    | м. 3 + б. 3 + м. 3                                           |
| Первое обращение                                             | малый минорный квинтсекстаккорд                              | б. 3 + м. 3 + б. 2                                           |
| Второе обращение                                             | малый минорный терцквартаккорд                               | м. 3 + б. 2 + м. 3                                           |
| Третье обращение                                             | малый минорный секундаккорд                                  | б. 2 + м. 3 + б. 3                                           |
Например, малый минорный септаккорд от ноты до (Cm7) и его обращения состоят из нот до, ми-бемоль, соль и си-бемоль, и звучат как одновременно взятые трезвучия до-минор и ми-бемоль-мажор.